# Луфтханза
Deutsche Lufthansa AG (произн. Дойче Луфтханза), по-известна само като Lufthansa, е най-голямата немска авиокомпания. Тя е флагманският авиопревозвач на Германия, най-големият европейски авиоконцерн, включващ в себе си и такива големи авиокомпании, като Swiss International Airlines и Austrian Airlines. През 1997 г. Lufthansa става един от основателите на най-големия алианс от авиакомпании, Star Alliance, и принадлежи на Lufthansa Group, най-голямата авиокомпания в Европа.
Седалището на компанията се намира в Кьолн, а основното летище, от което оперира, е Франкфурт на Майн. В последните години летището в Мюнхен се оформя като втора база на авиокомпанията, а на летището в Хамбург са основните хангари за ремонти на флотата. Освен основната си дейност „Луфтханза“ извършва и поддръжка и ремонт на самолети чрез своето подразделение „Луфтханза Техник“, което има свой филиал и в България - „Луфтханза Техник София“.
„Lufthansa“ е основана като държавна компания и до 1953 е 100% собственост на държавата. През 1966 г. за първи път се листва на борсата и постепенно акциите и преминават в частни ръце. От 1997 г. е 100% частна.
През 2016 г. компанията е на първо място по оборот в Европа. 

## Брой пътници
През 2015 г. превозва 107,7 млн. пътници, като по този показател е най-голямата авиокомпания в Европа. 

## Въздушен флот
Към февруари 2021 г. флотът на Lufthansa (Lufthansa Passenger Airlines) се състои от 265 самолета със средна възраст от 11,2 години:
| Самолет          | Брой |
| ---------------- | ---- |
| Airbus А319-100  | 23   |
| Airbus А320-200  | 61   |
| Airbus A320neo   | 29   |
| Airbus А321-100  | 20   |
| Airbus А321-200  | 43   |
| Airbus A321neo   | 6    |
| Airbus А330-300  | 15   |
| Airbus А340-300  | 17   |
| Airbus А380-800  | 7    |
| Boeing 747 – 400 | 8    |
| Boeing 747-8I    | 19   |

Общ брой: 265 бр. (статистика към февруари 2021 г.)

## Въздействие от COVID-19
По време на пандемията от COVID-19 Lufthansa обявява съкращаване на до 30 000 работни места. През третото тримесечие на 2020 г. компанията фиксира загуби в размер на 1,3 милиарда евро, докато за предишната година е обявена печалба. Lufthansa получава общо 9 милиарда евро държавна помощ от Германия, Белгия, Австрия и Швейцария, основно под формата на кредити.
- Boeing 747
- Airbus А380